# 3363 Bowen
3363 Bowen (1960 EE) là một tiểu hành tinh vành đai chính được phát hiện ngày 6 tháng 3 năm 1960 bởi Đài thiên văn Goethe Link ở Brooklyn.